# Mattel
Mattel, Inc. (eng. Mattel, Inc., NASDAQ: MAT), američka multinacionalna kompanija koja proizvodi igračke. Osnovana je 1945. godine i ima sjedište u gradu El Segundo (Kalifornija), Kalifornija, SAD. Kompanija je dobila svoje ime spajanjem prvog dijela prezima osnivača Harolda Matson i osnivačice Elliot Handler. Drugi je najveći svjetski poroizvođač igrača, odmah iza grupacije Lego. Među najpoznatijim proizvodima Mattela su lutke i asortiman Barbie i Hot Wheels.

## Povijest
Tvrtku su osnovali u siječnju 1945. godine u garaži u Los Angelesu Harold Matt Matson te Elliot i Ruth Handler pod imenom Mattel Creations. Kompanija je isprva proizvodila okvire za slike te kućice za lutke koje su bile izrađivane od ostataka drvne građe za okvire. Godine 1946. Matson je prodao svoj udio u firmi nakon čega je upravljanje kompanijom preuzela Ruth Handler. Sljedeće godine kompanija je proizvela svoju prvu igračku koja je postala hit, dječji ukulele.
Godine 1950. kompanija je proizvela igračku magičnu kuglu za proricanje u obliku crne lopte za bilijar, koja se prodavala po 1 milijun komada godišnje. Godine 1957. započela je prodaja igračaka za malu djecu kompanije Fisher-Price koja se i danas proizvodi, a Mattel ju je kupio 1993. godine.
Godine 1959. stvorena je planetarno popularna lutka Barbie, koja je dobila ime prema Ruthinoj kćeri Barbara, čija je igra s lutkama bila inspiracija za izum lutke Baribe. Godine 1961. lutki Barbie pridružena je i muška lutka Ken.
Godine 1968. puštena je u prodaju linija igračaka Hot Wheels, a slijedeće je godine kompanija promijenila ime u Mattel, Inc.
Godine 1975. vodstvo kompanije preuzeo je dotadašnji potpredsjednik Arthur S. Spear i izvukao je iz financijskih problema. Godine 1980. proizvedene su brojne nove vrste lutke Barbie (Afroamerikanka, Hispanoamerikanka) i dodane nove lutkice u kolekciju, poput Skipper, Stacey i Chelsea.
Godine 1982. stavljena je u prodaju prva linija igračaka Gospodari svemira koja je postala planetarno popularna 1980-ih i iznijedrila animiranu seriju He-Man i Gospodari svemira (1983.-1985.) te igrani film Gospodari svemira (1987.). Godine 1985. proizveden je spin-off serijala She-Ra: Princeza moći čija je namjena bila motivirati djevojčice na kupnju akcijskih figura iz linije Gospodari svemira.
Krajem 1980-ih novi predsjednik kompanije John W. Amerman osigurao je prava na proizvodnju Disneyjeve linije igračaka za predškolsku djecu. Godine 2000. Matttel je sklopio ugovor s filmskom kompanijom Warner Bros. u svrhu prodaje figurica s likovima iz filmskog serijala Harry Potter, a kasnije je ugovor proširen i na korištenje likova iz franšize DC Comics te Looney Tunesa

## Poznatiji proizvodi

### Igračke
- Barbie
- Gospodari svemira
- Hot Wheels
- Max Steel
- Monster High
- Polly Pocket
- Scrabble
- Uno

## Vanjske poveznice
- Službene stranice (engl.)